# Jill Gallard

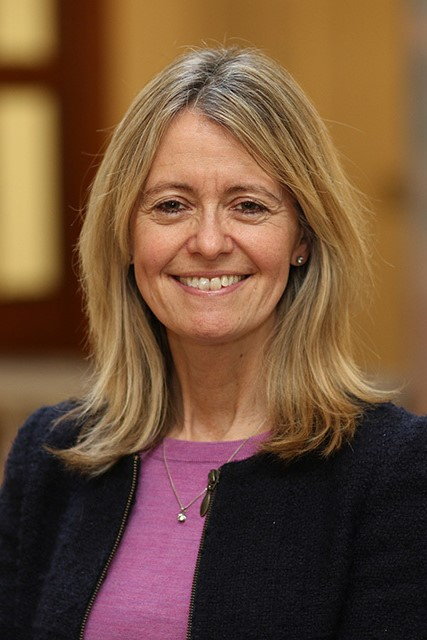
Jill Gallard (2020)

Jill Gallard CMG (geb. Parkinson; * 11. Juni 1968 in Omagh, Nordirland) ist eine britische Diplomatin. Sie war von 2020 bis 2024 Botschafterin des Vereinigten Königreichs in Deutschland. Zuvor war sie u. a. Botschafterin ihres Landes in Portugal (2011–2014).

## Persönliches
Gallard ist die Tochter von Leslie und Margaret Parkinson und wuchs in Nordirland auf. Sie studierte an der Universität von Edinburgh Französisch und Spanisch und erreichte den Hochschulabschluss des Master of Arts.
Seit 2007 ist Gallard mit Dominic John Gallard verheiratet. Das Paar hat zwei Söhne.

## Werdegang
1991 trat Gallard in den Diplomatischen Dienst des Vereinigten Königreichs ein. Im Außenministerium (Foreign and Commonwealth Office) war sie zunächst Referentin für Spanien und Portugal in der Konsularabteilung, ehe sie in die Mitteleuropa-Abteilung wechselte und dort für Bulgarien und Rumänien zuständig wurde. Von 1994 bis 1999 war sie in der britischen Botschaft in Madrid stationiert, zunächst als Dritte Botschaftssekretärin im Referat Politik, dann als Zweite Botschaftssekretärin im Referat Europäische Union/Wirtschaft. Im Anschluss kehrte Gallard nach London zurück und übernahm als Referatsleiterin in der Südeuropa-Abteilung die Zuständigkeit für die Angelegenheiten der Türkei.
Zwischen 2001 und 2003 war Gallard Leiterin verschiedener Projekte und befasste sich mit Krisenmanagement sowie der Zukunft Europas. Schließlich rückte sie in die Position der stellvertretenden Abteilungsleiterin für Gemeinsame Außen- und Sicherheitspolitik. 2004 wurde Gallard als Botschaftsrätin an die britische Botschaft in Tschechien versetzt. Dort war sie erneut für die Bereiche Politik, Europäische Union und Wirtschaft verantwortlich. Im Anschluss an diese Auslandsverwendung wechselte Gallard 2007 für ein Jahr als Persönliche Referentin des beamteten Staatssekretärs zurück ins Außenministerium nach London. Schließlich übernahm sie 2008 den Posten der stellvertretenden Abteilungsleiterin für Personalangelegenheiten.
Von 2011 bis 2014 war Gallard britische Botschafterin in Portugal. Danach kehrte sie als Leiterin der Personalabteilung des Außenministeriums nach London zurück. Königin Elisabeth II zeichnete Gallard 2018 mit der Komtur-Stufe des britischen Order of St Michael and St George aus, sie führt seither den Namenszusatz CMG. Von 2018 bis 2020 war sie stellvertretende Politische Direktorin des Foreign and Commonwealth Office und Direktorin der Abteilung Westbalkan und östlicher Mittelmeerraum.
Am 17. Juli 2020 wurde Gallard als Nachfolgerin von Sebastian Wood zur britischen Botschafterin in Deutschland ernannt. Sie war die erste Frau, die das Vereinigte Königreich als höchste Repräsentantin nach Berlin entsandte. Nach der Akkreditierung durch Bundespräsident Frank-Walter Steinmeier trat sie ihr Amt am 11. November 2020 offiziell an. Im Sommer 2024 wurde sie im Botschafteramt von Andrew Jonathan Mitchell abgelöst.

## Auszeichnung
- Companion of The Most Distinguished Order of Saint Michael and Saint George (2018)